# Sotto i cieli dell'Arizona
Sotto i cieli dell'Arizona ('Neath the Arizona Skies) è un film del 1934 diretto da Harry L. Fraser.
È un film western statunitense con John Wayne, Sheila Terry e Shirley Jean Rickert. È un remake di Circle Canyon del 1933.

## Produzione
Il film, diretto da Harry L. Fraser su una sceneggiatura e un soggetto di Burl R. Tuttle (da una storia da lui precedentemente scritta e intitolata Gun Glory che servì da script anche per il film del 1933 Circle Canyon), fu prodotto da Paul Malvern per la Lone Star Productions e la Monogram Pictures e girato nei pressi di Santa Clarita, di Newhall, del Placerita Canyon e del Santa Clara River, in California.

## Distribuzione
Il film fu distribuito con il titolo 'Neath the Arizona Skies negli Stati Uniti dal 5 dicembre 1934 al cinema dalla Monogram Pictures.
Alcune delle uscite internazionali sono state:
- nel Regno Unito il 12 agosto 1935
- in Grecia (Atsalenies grothies)
- in Brasile (Sob o Sol do Arizona)
- in Francia (Sous le ciel d'Arizona e in DVD Vengeance en Arizona)
- in Germania (Unter dem Himmel von Arizona, in DVD)
- in Italia (Sotto i cieli dell'Arizona)

## Promozione
La tagline è: "Hair-trigger Action!".